# 五里牌街道 (长沙市)
五里牌街道，是中华人民共和国湖南省长沙市芙蓉区下辖的一个乡镇级行政单位。

## 行政区划
五里牌街道下辖以下地区：
五里牌社区、火车站社区和车站北路社区。